# Józef Swastek (1936–2021)
Józef Swastek (ur. 22 lipca 1936 w Tropiu, zm. 13 lipca 2021 we Wrocławiu) – polski duchowny katolicki, historyk, hagiograf, profesor nauk humanistycznych, były prorektor Papieskiego Fakultetu Teologicznego we Wrocławiu. 

## Życiorys
Urodził się 22 lipca 1936 roku w Tropiu (przysiółek Chabaliny) koło Nowego Sącza w diecezji tarnowskiej w wielodzietnej rodzinie Władysława (zm. 1971) i Ludwiki z domu Majda (zm. 1983). Szkołę podstawową w Roztoce-Tropiu ukończył w 1950 roku, a szkołę średnią we Wrocławiu – w roku 1955, składając egzamin dojrzałości.
W 1955 roku wstąpił do Arcybiskupiego Wyższego Seminarium Duchownego we Wrocławiu, podejmując tam studia filozoficzno-teologiczne. Święcenia kapłańskie przyjął 14 sierpnia 1960 roku w archikatedrze wrocławskiej z rąk sufragana wrocławskiego bpa Andrzeja Wronki.
Najpierw pracował przez nieco ponad rok jako bibliotekarz we wrocławskim seminarium, następnie pełnił posługę wikariusza i katechety w parafii św. Jana Apostoła w Oleśnicy. W latach 1962–1966 odbył specjalistyczne studia z historii Kościoła na Katolickim Uniwersytecie Lubelskim, uzyskując w 1964 roku licencjat z nauk teologicznych, a w 1966 – magisterium z teologii na podstawie pracy: Kolofony św. Jana Kantego w rękopisach Biblioteki Jagiellońskiej w Krakowie.
W latach 1966–1967 był wikariuszem i katechetą w parafii św. Jadwigi we Wrocławiu-Leśnicy. Wkrótce jednak powrócił na KUL, ukończył tam seminarium przygotowujące do samodzielnej pracy naukowej i uzyskał 25 października 1968 roku stopień doktora na podstawie rozprawy: Przedtrydencki kult św. Jerzego Kapadockiego w diecezji krakowskiej w świetle wezwań kościołów, fundacji prostych i ksiąg liturgicznych, którą napisał pod kierunkiem ks. prof. dra hab. Mariana Rechowicza, ówczesnego rektora KUL.
W latach 1969–1973 pełnił obowiązki sekretarza Papieskiego Fakultetu Teologicznego. Prowadził też zajęcia jako wykładowca metodyki (od 1969 roku) i historii Kościoła (od 1983) na Papieskim Fakultecie Teologicznym i w Metropolitalnym Wyższym Seminarium Duchownym we Wrocławiu, gdzie dodatkowo w latach 1970–1972 sprawował funkcję prefekta tamtejszych alumnów.
W 1971 roku odbył podróż naukową do Pragi, Wiednia i Rzymu, która zaowocowała m.in. zebraniem materiału do późniejszej pracy habilitacyjnej. W 1972 roku zamieszkał u sióstr elżbietanek we Wrocławiu przy ul. Strzeleckiej, gdzie odtąd pełnił obowiązki kapelana tamtejszego domu św. Rafała. W tym samym roku został także wykładowcąhistorii Kościoła w Studium Katechetycznym we Wrocławiu. W 1985 roku otrzymał z rąk Jana Pawła II godność kapelana honorowego ojca świętego.
W roku 1986 przeprowadził przewód habilitacyjny na KUL. Kolokwium habilitacyjne odbyło się 16 kwietnia 1986 na Wydziale Teologicznym KUL. Po obronie rozprawy habilitacyjnej, która nosiła tytuł: Święta Brygida Szwedzka i Zakony Najświętszego Zbawiciela ze szczególnym uwzględnieniem klasztorów na ziemiach polskich, został mianowany kierownikiem Katedry Historii Kościoła w Czasach Najnowszych.
W latach 1988–1997 pełnił funkcję prorektora Papieskiego Fakultetu Teologicznego, a także członka
Kolegium Prorektorów Wyższych Uczelni Wrocławia, któremu przewodniczył przez ponad rok w latach 1995–1996. Stanowisko profesora nadzwyczajnego Papieskiego Fakultetu Teologicznego we Wrocławiu uzyskał 1 października 1991. W 1996 roku został kanonikiem gremialnym Kapituły Katedralnej św. Jana Chrzciciela we Wrocławiu. W 1999 roku otrzymał tytuł profesora nauk humanistycznych, a w 2001 – stanowisko profesora zwyczajnego Papieskiego Fakultetu Teologicznego we Wrocławiu.
W swej pracy naukowej zajmował się głównie dziejami kultu świętych na ziemiach polskich. Brał czynny udział w ogólnopolskich sympozjach naukowych, w zjazdach wykładowców historii Kościoła oraz w posiedzeniach Oddziału Polskiego Towarzystwa Teologicznego we Wrocławiu. 
Zmarł 13 lipca 2021 we Wrocławiu, pochowany na cmentarzu parafialnym we wsi Święta Katarzyna.

## Ważniejsze publikacje
- Kolofony św. Jana Kantego w rękopisach Biblioteki Jagiellońskiej w Krakowie, Archiwa, Biblioteki i Muzea Kościelne [dalej: ABMK] 14 (1967) s. 151-203.
- Przedtrydencki kult św. Jerzego Kapadockiego w diecezji krakowskiej, w świetle wezwań kościołów, Roczniki Teologiczno-Kanoniczne [dalej: RTK] 14 (1967), s. 7-26.
- Proweniencja i rozwój kultu św. Jerzego w Polsce w świetle wezwań kościołów w okresie przedtrydenckim, Colloquium Salutis. Wrocławskie Studia Teologiczne [dalej: CS ]1 (1969) s. 107-126, (druk w 1970).
- Przedtrydencki kult liturgiczny św. Jerzego Kapadockiego w diecezji krakowskiej, RTK 17 (1970), 4 s. 5-37.
- Św. Jerzy Kapadocki i jego kult we wschodniej części Cesarstwa Rzymskiego w okresie starożytności chrześcijańskiej, CS 2 (1970), s. 131-142.
- Ksiądz Rektor Jan Simoni (1890-1972), Wrocławskie Wiadomości Kościelne [dalej: WWK] 27 (1972) 11, s. 306-313.
- Możliwości rozwoju liturgii cyrylometodejskiej na Morawach i w państwie Wiślan, CS 4 (1972), s. 95-106.
- Historia jubileuszów do roku 1400, [w:] Rok Święty, Wrocław 1974 s. 87-96* Starania i próby założenia uczelni akademickiej na Śląsku na przestrzeni XVI/XVIII wieku, CS 6 (1974) s. 99-113.
- Ksiądz Prałat Tytus Korczyk, WWK 31 (1976) 305, s. 120-124.
- Ks. mgr Franciszek Sąsiadek TJ, WWK 32 (1977) 9-10, s. 250-255.
- Duchowość ks. Jana Schefflera (1624-1677), Homo Dei. Przeglad Ascetyczno-Duszpasterski [dalej: HD] 47 (1978) 2, s. 151-156.
- Prof. Tadeusz Silnicki, WWK 33 (1979) 11-12, s. 302-309.
- Święty Andrzej Świerad i jego kult w Tropiu, Nasza Przeszłość [dalej: NP] 52 (1979) 5-48.
- Św. Andrzej Świerad – zapomniany święty polski, HD 49 (1980) 2, s. 138-141.
- Życie duchowe św. Elżbiety Węgierskiej i jej kult w Polsce. Sympozjum ku czci św. Elżbiety u sióstr elżbietanek w dniach 5-6 I 1980, Wrocław 1980, s. 36-45 (tekst powielany)
- Kult św. Jerzego w diecezji krakowskiej w świetle fundacji prostych, CS 13 (1981) s. 153-162.
- Ks. Robert Spiske – założyciel Jadwiżanek, HD 51 (1982) 1, s. 65-68.
- Ks. Józef Swastek – historyk Polonii amerykańskiej, HD 52 (1982) 4, s. 324-328.
- Ks. Józef Swastek – historyk Polonii amerykańskiej (1913-1977), Słownik Polskich Teologów Katolickich [dalej: SPTK] 7 (1983), s. 198-200.
- Pastor bonus et mansuetus: Życie i działalność naukowo-duszpasterska Ks. Prof. dra hab. Wacława Schenka (1913-1982), CS 15 (1983) s. 277-292.
- Sanktuarium św. Andrzeja Świerada i św. Benedykta, Tarnowskie Studia Teologiczne [dalej: TST] 9 (1983), s. 359-372.
- Kult św. Andrzeja Świerada na Śląsku i w Wielkopolsce, CS 14 (1984) s. 141-158* Źródła do historii Polonii, CS 16 (1984) s. 355-363.
- Apostołowie Słowian, CS 17 (1985) s. 309-334.
- Działalność naukowa Księdza Biskupa Wincentego Urbana, [w:] Biskup Wincenty Urban i jego działalność duszpastersko-kaznodziejska. Niestrudzony Siewca, Wrocław 1985, s. 185-195.
- Działalność i duchowość Księdza Prałata Roberta Spiskego, założyciela sióstr Jadwiżanek (1821-1888), [w:] W Służbie Kościoła, Wrocław 1986, s. 25-49.
- Jeszcze w sprawie pochodzenia św. Andrzeja Świerada, TST 10 (1986) 267-273.
- Św. Bruno Bonifacy z Kwerfurtu, abp, Polscy Święci [dalej: PŚw] 6 (1986), s. 11-50.
- Życie duchowe św. Elżbiety Węgierskiej i jej kult w Polsce, [w: ] Św. Elżbieta Niewiasta Bogomyślna, Rzym 1986, s. 36-45.
- Arcybiskup Henryk Förster jako wrocławski ordynariusz w latach 1853-1881, [w:] Misericordia et Veritas. Księga pamiątkowa ku czci Księdza Biskupa Wincentego Urbana, pod red. Józefa Mandziuka, Józefa Patera, Wrocław 1986, s. 305-316.
- Nowa synteza dziejów chrześcijaństwa wobec dotychczasowych podręczników historii Kościoła w Polsce, CS 18-19 (1986-1987) s. 323-336.
- Błogosławiony Jan Sarkander, PŚw. 11 (1987), s. 101-134.
- Święty Benedykt, Męczennik, PŚw. 8 (1987), s. 70-83.
- Święty Andrzej Świerad, PŚw. 8 (1987), s. 13-69.
- Prawdopodobna trasa podróży św. Wojciecha, biskupa praskiego, z Rzymu do Prus, CS 20 (1988) s. 121-134.
- Śp. kardynał dr Adolf Bertram, książę – metropolita wrocławski, NŻ 9 (1991) 22, s. 6-8.
- Błogosławiona Rycheza – matka Piastów polskich: urodzona ok. 995 r., zmarła 21 III 1063, CS 23/24 (1991-1992), s. 285-300.
- Biskup Nanker jako ordynariusz diecezji wrocławskiej (1326-1341), [w:] Ludzie Śląskiego Kościoła katolickiego, red. K. Matwijowski Wrocław 1992, s. 7-14.
- Działalność dydaktyczno-naukowa Księdza Profesora Józefa Majki we Wrocławiu w latach 1970-1992, [w:] Osoba – Kościół – Społeczeństwo. Księga pamiątkowa ku czci Księdza Profesora Józefa Majki. Red. Ignacy Dec, Wrocław 1992, s. 71-86.
- Papieski Wydział Teologiczny. Rys historyczny, [w:] Informator szkół wyższych Wrocławia, Wrocław 1992, s. 111-113.
- Przekazy historyczne do dziejów religijno-politycznych w stosunkach polsko- niemieckich epoki wczesnopiastowskiej, ABMK 61 (1992) 29-50.
- Ze sprawozdania rektorskiego z działalności PFT we Wrocławiu w roku akademickim 1991/92, Biuletyn Papieskiego Fakultetu Teologicznego we Wrocławiu [dalej: BPFT] 3 (1993) s. 79-82.
- Błogosławiony Czesław i jego rola na Śląsku w XIII wieku, [w:] Bitwa Legnicka. Historia i tradycja. Red. W. Korta, Wrocław 1994, s. 368-375.
- Sprawozdanie rektorskie z działalności PFT we Wrocławiu za rok akad. 1992/93 (fragmenty), BPFT 4 (1994) 119-127.
- Zarys życia i duchowości Sługi Bożego księdza Roberta Spiskego, założyciela sióstr św. Jadwigi (jadwiżanek), [w:] Ludzie Kościoła katolickiego na Ziemi Śląskiej, red K. Matwijowski, Wrocław 1994, s. 78-95.
- Wspominając Biskupa Andrzeja Wronkę (1897-1974). Pionier odnowy liturgicznej w Polsce, NŻ 11 (1994) 9, s. 14-15.
- Christo militans: Z życia i działalności arcypasterskiej kardynała Henryka Gulbinowicza, [w:] Patientia et Caritas. W hołdzie Księdzu Kardynałowi Henrykowi Gulbinowiczowi Arcybiskupowi Metropolicie Wrocławskiemu w 25-lecie biskupiej 8 II 1970 – 8 II 1995. Red. Ignacy Dec, Wrocław 1995, s. 29-86.
- Jan z Kęt (1390-1473), Nasi Święci. Polski Słownik Hagiograficzny [dalej: NŚw.] (1995), s. 282-295.
- Przedmowa do pracy doktorskiej ks. S. Araszczuka pt. Kult św. Jadwigi na Śląsku w świetle przedtrydenckich wrocławskich ksiąg liturgicznych, Opole 1995, s. 7-9.
- Przeszłość i teraźniejszość Kościoła na Dolnym Śląsku, Kościół Wrocławski, [w:] Synod Archidiecezji Wrocławskiej 1985-1991, red. R. Drozd, Wrocław 1995, s. 9-88.
- Sprawozdanie rektorskie z działalności PFT za rok akad. 1993/94 (fragmenty), BPFT 5 (1995) 121-123.
- Funkcja integracyjna Kościoła katolickiego na Dolnym Śląsku po II wojnie światowej, „Dolny Śląsk” [dalej: DŚl] 2 (1996) 269-270.
- Pasterz naprawdę wielki. Z życia i działalności arcypasterskiej ks. kard. dra Bolesława Kominka w latach 1956-1974, DŚl 2 (1996) 284-291.
- Pomoc księdza infułata Kazimierza Lagosza, rządcy archidiecezji wrocławskiej (1951-1956) dla Instytutu Katolickiego we Wrocławiu, „Śląski Kwartalnik Historyczny Sobótka” [dalej: ŚlKH] 51 (1996) 1-3, 446-450.
- Sprawozdanie rektorskie z działania PFT za rok akademicki 1994/95, BPFT 6 (1996) 174-182.
- Szedł z Wami Kościół. Funkcja integracyjna Kościoła katolickiego na Dolnym Śląsku po 1945, „Kalendarz Wrocławski”, red. W. Geras i in., Wrocław 1996, s. 141-146.
- 50. rocznica założenia Instytutu Katolickiego we Wrocławiu (1947-1997), „Kalendarz Wrocławski”, red. W. Geras, Wrocław 1997, s. 236-241.